# 긴코모자이크꼬리쥐
긴코모자이크꼬리쥐(Paramelomys naso)는 쥐과에 속하는 설치류의 일종이다. 뉴기니섬의 토착종이다. 뉴기니 남쪽 저지대에서 발견된다.

## 분류학
긴코모자이크꼬리쥐는 파푸아저지대모자이크꼬리쥐(Paramelomys levipes)와 아주 유사하고 원래는 나중에 Melomys levipes가 된 아종 Melomys levipes lorentzii의 이명으로 분류했다. 1996년 모자이크꼬리쥐속(Melomys)이 다시 정의되고, 파라멜로미스아속(Paramelomys)이 별도의 속으로 승급되면서 긴코모자이크꼬리쥐(Paramelomys naso)와 파푸아저지대모자이크꼬리쥐(Paramelomys levipes)도 별도의 종으로 인정되었다. 긴코모자이크꼬리쥐의 뒷어금니가 약간 더 넓다.

## 특징
긴코모자이크꼬리쥐는 꼬리 길이 121~132mm를 제외한 몸길이가 168~188mm이다. 짧고 부드러운 털이 덮여 있으며 상체는 갈색을 띠며 머리 뒷 쪽은 회색, 배 쪽은 회색/흰색이다.

## 분포 및 서식지
서뉴기니 남부와 서중부의 파푸아 주, 아루 제도 워캄에서 흔하게 발견된다. 아열대 또는 열대 기후 지역 저지대 숲의 해발 1000m 고도까지 서식한다.